# Bernice Giduz Schubert
Pour les articles homonymes, voir Schubert (homonymie).
Bernice Giduz Schubert (6 octobre 1913 – 14 août 2000) est une botaniste américaine. Elle fait sa carrière à l'université Harvard, où elle est pendant 53 ans enseignante-chercheuse, conservatrice des herbiers et rédactrice en chef de la revue The Journal of the Arnold Arboretum.
Elle effectue au cours de sa carrière beaucoup de voyages pour effectuer des collectes au Mexique et aux États-Unis.

## Biographie
Bernice Giduz Schubert est née en 1913, à Boston, dans le Massachusetts. Elle obtient son diplôme au Amherst College en 1935, son master au Radcliffe College en 1937, où elle soutient également, en 1941, une thèse de doctorat sur le Desmodium, sous la direction de Merritt Lyndon Fernald.

## Carrière
Elle commence sa carrière en travaillant dans le Gray Herbarium, à Harvard (au sein du Harvard University Herbaria (en)), où elle est nommée assistante pendant son travail de thèse. Elle y poursuit la collaboration avec Merritt Lyndon Fernald, directeur du Gray Herbarium, dans son œuvre de compilation nommée Gray's Manual of Botany, publié en 1951, et son Edible Wild Plants of Eastern North America, publié en 1958. Elle est lauréate d'une Bourse Guggenheim en 1949, et fait un séjour d'étude en Belgique, puis elle passe une année au jardin botanique de Bruxelles  (1951-1952), où elle mène des recherches sur la flore africaine. 
À son retour aux États-Unis en 1952, Bernice Giduz Schubert travaille pour le Département de l'Agriculture des États-Unis, s'occupant de la classification des espèces d'Amérique centrale ayant une possible valeur au plan médical.
En 1962, elle est nommée conservatrice associée à l'Arnold Arboretum, et écrit dans la revue dudit arboretum, le Journal of the Arnold Arboretum. Elle enseigne aussi aux étudiants de premier et second cycles. 
Elle est l'auteure d'une centaine de communications scientifiques, dont 29 sur le Bégonia, 19 sur le Desmodium, et 11 sur le Dioscorea. 
Elle est membre actif ou honoraire de plusieurs sociétés savantes de botanique américaines et étrangères, notamment la Sociedad Botánica de Mexico, la Linnean Society of London, la Society of Economic Botany, la Société royale de botanique de Belgique, l'Association pour l’étude taxonomique de la flore d’Afrique tropicale (AETFAT), le New England Botanical Club, the Washington Academy of Sciences, l'American Society of Plant Taxonomists, l'International Association of Plant Taxonomy, l'American Institute of Biological Sciences, la Botanical Society of America, et l'Association of Tropical Biologists.
Elle prend sa retraite de l'université Harvard en 1984. Elle meurt le 14 août 2000 à Lexington, dans le Massachusetts.

## Publications
- 1974. Begoniales. 4 pp.
- 1971. To New Species of Desmodium from Africa.
- 1955. Alkaloid Hunting. Avec John James Willaman

### Livres
- 1987. Flora of Veracruz: Dioscoreaceae.
- 1966. Aspects of Taxonomy in the Genus Dioscorea.
- 1961. Begoniaceae. avec Lyman B. Smith.
- 1950. A New Begonia Argentinian. avec Lyman B. Smith
- 1941. Review of the Argentinian species of the gender Begonia. avec Lyman B. Smith.

## Prix et distinctions
- 1949 : Bourse Guggenheim[5]